# Vagiz Khidiyatullin
Vagiz Nazirovich Khidiyatullin ou Wağyz Nazir ulı Hidiätullin - respcetivamente, em russo, Вагиз Назирович Хидиятуллин e, no círilico tártaro, Вагыйзь Назир улы Һидиəтуллин (Gubakha, 3 de março de 1959) é um ex-futebolista russo de origem tártara,  medalhista olímpico nos Jogos Olímpicos de 1980.

## Carreira
Em duas passagens pelo Spartak Moscou, de 1976 a 1980 e de 1986 a 1988, conquistou dois campeonatos soviéticos. Entre as passagens, defendeu o CSKA Moscou e o ucraniano Karpaty L'viv. Logo após a Eurocopa de 1988, foi jogar na França, pelo Toulouse. 
Khidiyatullin jogou ainda por 2 clubes pequenos da França (Montauban e Labège) até 1994, quando, aos 35 anos, retornaria à Rússia para jogar sua última temporada de jogador profissional, pelo Dínamo de Moscou.

## Seleção
Convocado desde 1979, Khidiyatullin integrou a Seleção Soviética nas Olimpíadas de 1980, onde recebeu o bronze. Esteve ainda na Copa de 1982, mas não chegou a jogar, e na Eurocopa de 1988, onde foi vice-campeão. 
Quando ainda jogava pelo Toulouse, o zagueiro figurou entre os vários soviéticos que, no mundial de 1990 (onde a URSS foi eliminada na primeira fase), pela primeira vez, foram chamados à Copa defendendo equipes estrangeiras. 
Em 1996, chegou a jogar pela Seleção Russa de Futebol de Areia, aos 37 anos de idade.